# 耿秉
耿 秉（こう へい、? - 91年）は、中国の後漢時代初期から中期の軍人。字は伯初。司隷扶風茂陵県の人。雲台二十八将の耿弇の弟である耿国の子。子は耿沖。曾孫は耿紀。諡は『後漢書』では桓侯、『後漢紀』では壮侯。後漢代の対外戦争に活躍した。

## 事跡
| 姓名           | 耿秉 |
| 時代           | 後漢時代 |
| 生没年         | 生年不詳 - 91年（永元3年）夏 |
| 字・別号       | 伯初 |
| 本貫・出身地等 | 司隷扶風茂陵県 |
| 職官           | 黄門侍郎〔後漢〕→謁者僕射〔後漢〕 駙馬都尉〔後漢〕→征西将軍〔後漢〕 度遼将軍〔後漢〕→執金吾〔後漢〕 征西将軍〔後漢〕→光禄勲〔後漢〕 |
| 爵位・号等     | 美陽桓侯（『後漢紀』では美陽壮侯）                                                                                                  |
| 陣営・所属等   | 後漢 |
| 家族・一族     | 父：耿国 弟：耿夔 子：耿沖 |

はじめは父の縁故で郎に任じられ、軍事について様々な上申をしていた。軍事費は常に中国の予算を圧迫し、国境が安んじられる事は無かったが、その外患は主に匈奴にあった。戦をもって戦をなくすことは、盛時の王の道であり、彼の主君である明帝は既にその意志を隠然と持っていた。

### 明帝期
永平中、召されて天子に拝謁し、前後の便宜方略を問われて、謁者僕射となり、ついに親しく寵愛されるに至った。公卿の会議があると、常に上殿に引き立てられ、辺境の事について問われたが、その答えは多く帝の心に適うものだった。
永平15年（72年）、駙馬都尉となった。永平16年（73年）、騎都尉秦彭を副将とし、奉車都尉竇固とともに北匈奴討伐の軍を起こしたが、北匈奴は皆逃げてしまい、戦わずして帰還した。

### 車師王国の制圧
永平17年（74年）夏、詔が下されて竇固と兵を合わせて一万四千騎とし、また白山を出て車師を撃った。車師には後王と前王があり、前王は即ち後王の子で、その本拠は互いに五百余里の距離にあった。竇固は後王の本拠は道遠くして山谷深く、士卒が寒さに苦しむため、前王を攻めようと考えていた。耿秉は「先に後王に赴いて根本から力をあわせれば、前王はすぐにでも降ると思われます」と建議したが、竇固は計を未だ決められなかった。
耿秉は身を奮い立たせて「先行することを請う」と言い放ち、すぐさま馬に上り、兵を引いて北から入った。他の軍も皆やむを得ずついに進み、ならびに兵に略奪を許し、数千の首を斬り、数十の牛馬を手に入れた。後王の安は恐怖に震え、数百騎を従えて耿秉を出迎えた。
しかし、竇固の司馬の蘇安が全ての功が竇固の物になることを望んで、すぐに馳せて安に貴い外戚である竇固に降るべきだと勧めると、安はすぐに戻り、更に諸将に耿秉を出迎えさせた。耿秉は大いに怒り、鎧を纏って馬に上り、精鋭騎兵をしたがえて小道を行き、竇固の砦に向かって「車師後王は降ったが、嘘をつくばかりで今(陣に)至らず。行ってさらし首とすることを請わん」と宣言する。
竇固は大いに驚いて制止したが、耿秉ははげしく声をあげて「降伏を受けるということは、敵を受けることを言うのだ」と言うと、ついに馳せて車師王のもとへ向かった。安は恐慌状態になり、走って門から出てきて、脱帽して小走りで馬の足を抱えながら降った。耿秉は安を引き連れて竇固の元に戻ると、前王もまた帰順し、遂に車師を制圧して帰還した。

### 国軍の重鎮として
永平18年（75年）秋、章帝が即位すると耿秉は征西将軍となり、涼州辺境の状況を案じて派遣され、塞を羌胡から保った事に労いを賜り、進んで酒泉に駐屯し、戊己校尉を救った。
建初元年（76年）、度遼将軍となった。七年間勤め上げて、匈奴はその恩信に懐いた。徴されて執金吾となり、皇帝に甚だ重視された。皇帝が郡国を巡り宮観に行幸する毎に、耿秉は常に禁兵や宿衛の左右を領した。三子が郎に除された。
永元元年（89年）6月、戦争に先立ち、また征西将軍となった。車騎将軍竇憲の副将となり、漢と南匈奴の総力を動員して北匈奴を稽落山で撃ち、これを大いに破り、莫大な戦果を得た。竇憲と耿秉は遂に燕然山に登り、塞を去ること三千余里のところに記念の石碑を建て、班固に銘文を作らせて刻んだ。耿秉は彰侯に封じられ、永元2年（90年）にさらに美陽侯に封じられて邑三千戸を食み、これは竇憲の冠軍侯と同封だった。
永元2年（90年）、桓虞に代わって光禄勲になった。永元3年（91年）夏、五十余歳の時に亡くなった。その葬儀においては、朝廷より朱棺・玉衣を賜り、将作大匠が塚を作り、鼓吹を貸し与えられ、五営の騎士、三百余人が葬列に参加した。

## 子孫
長男の耿沖が封国を継いだ。竇憲がクーデターに敗れた際、耿沖は耿秉がその与党であったことに連座し、封国を除かれた。官位は最高の時で漢陽太守に上った。
曾孫の耿紀は若くして美名があり、公府に召され、曹操から甚だ優れているとして敬意を受けたが、漢に殉じて吉本の乱に参加し、夷三族を受けた。

## 人柄・評価
威厳ある体つきをしており、腰まわりは八囲（40寸=95cm）ほどもあった。学問に博く通じていて、特に『司馬法』を良く説き、将帥の戦略を好んだ。
耿秉は性格が勇壮でありながら穏健で物事にあっさりとしていて、軍では常に自ら鎧を纏って先頭に有り、休むときは陣屋を構えず、しかし遠くまで斥候し、伏兵を戒めて防備を固め、軍紀を作るとそれを口頭で説明し、士卒は皆よろこんで死んだ。
南匈奴の単于が耿秉の死を聞くと、国を挙げて喪を発して号泣し、また叩頭して顔面から流血したという。